# Morris Chang

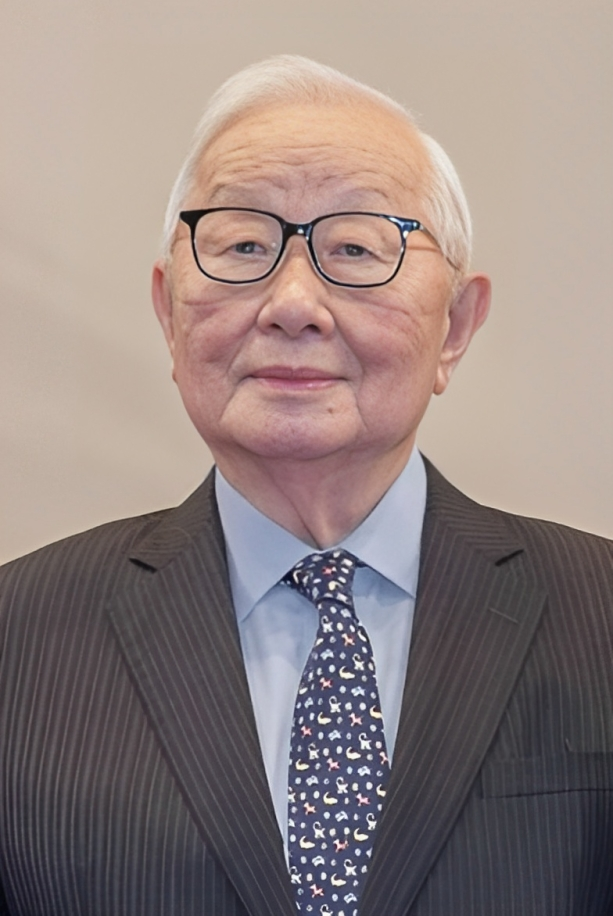
Morris Chang (2022)

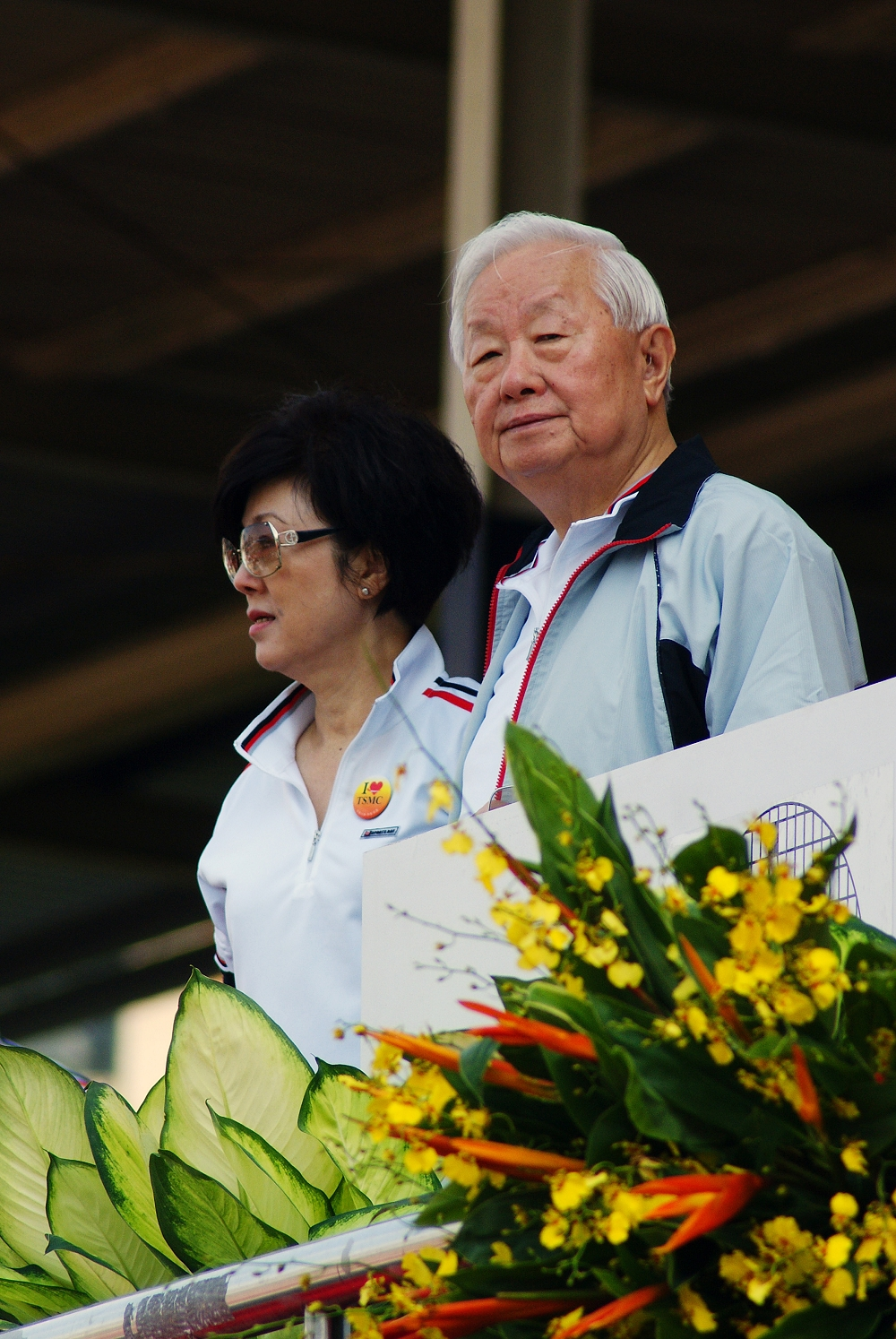
Morris und Sophie Chang (2010)

Morris Chang (chinesisch 張忠謀 / 张忠谋, Pinyin Zhāng Zhōngmóu; * 10. Juli 1931 in Ningbo, Republik China) ist ein chinesisch-US-amerikanischer Ingenieur und Manager in der Halbleiterindustrie.

## Leben
Chang war der Sohn eines Verwaltungsbeamten in Ningbo, ging 1948 nach Hongkong und 1949 in die USA, wo er an der Harvard University ein Studium begann. Er studierte Maschinenbau am Massachusetts Institute of Technology (MIT) mit dem Bachelor-Abschluss 1952 und dem Master-Abschluss 1953. Das erforderliche Examen für eine PhD-Stelle bestand er nicht und wechselte daraufhin 1955 in die Privatwirtschaft zu Sylvania Semiconductor, und 1958 zu Texas Instruments (TI). Bei Texas Instruments machte er sich um die Optimierung der Transistor-Herstellung verdient und erhielt daraufhin seine erste Stelle im Management. Da er weiter in der Management-Hierarchie aufsteigen wollte, ging er auf Anraten seiner Vorgesetzten mit einem TI-Stipendium an die Stanford University, wo er 1964 in Elektrotechnik promoviert wurde. Danach wechselte er wieder zu Texas Instruments und stieg dort allmählich in der Management-Hierarchie auf. Bis 1983 war er bei Texas Instruments, wo er wesentlich daran beteiligt war, dass die Firma zu einem der weltweit führenden Hersteller integrierter Schaltkreise wurde. Er wurde Vizepräsident für die weltweite Halbleitersparte bei TI. Als TI in den Markt für Unterhaltungselektronik (Taschenrechner, elektronische Uhren u. Ä.) einstieg, wurde Chang auch hierfür zuständig. Im Rückblick erklärte er jedoch später, dass dies nicht seine Welt gewesen sei. In der Halbleitersparte seien nur Kosten und Technologie von Bedeutung gewesen, in der Unterhaltungselektronik dagegen auch der Konsumentengeschmack, der ein „nebulöses Ding“ sei.
1983 verließ er TI, um Präsident und CEO der General Instrument Corporation in New York City zu werden, verließ das Unternehmen aber nach einem Jahr, da es ihm nicht forschungsorientiert genug erschien. 1984 ging er nach Taiwan, um dort im Regierungsauftrag dessen Industrieforschung voranzutreiben. Er leitete das Forschungsinstitut für Industrietechnologie (ITRI) und gründete 1987 die halbstaatliche Taiwan Semiconductor Manufacturing Company (TSMC). Dort konnten Firmen integrierte Schaltkreise produzieren lassen, ohne selbst teure Halbleiterfabriken aufbauen zu müssen. Diese Praxis war auch schon früher bei TI gängig, die bei IBM produzieren ließen. Er gilt mit diesem Modell als Vater der taiwanischen Halbleiterindustrie. Bis 2005 blieb er Vorsitzender von TSMC. 2009 erlangte er seine leitende Position bei TSMC zurück. 1994 wurde er zusätzlich Vorsitzender der Vanguard International Semiconductor Corporation (ein taiwanischer Halbleiterhersteller, der viel mit TSMC zusammen arbeitet), was er bis 2003 blieb.
In den Vereinigten Staaten ist Chang Fellow des Computer History Museum in Mountain View, und Mitglied der National Academy of Engineering. 2000 erhielt er die Robert N. Noyce Medal des IEEE und 2011 die IEEE Medal of Honor. Er ist mehrfacher Ehrendoktor (Chiao-Tung-Nationaluniversität, Tsinghua-Universität, National Central University, Rensselaer Polytechnic Institute).
Changs Vermögen wurde im August 2023 auf 2,4 Mrd. US-Dollar geschätzt. Er lebt mit seiner zweiten Frau Sophie in Taiwan. Seine Hobbys sind klassische Musik und Bridge.